# Собор Різдва Пресвятої Богородиці (Конотоп)
Собор Різдва Пресвятої Богородиці — діюча церква в Конотопі, що належить до Конотопського благочиння Сумської єпархії Православної церкви України. Престольне свято — 21 вересня.

## Історія
Будівництво собору Різдва Пресвятої Богородиці розпочалося у липні 2008 року, на розі вул. Братів Лузанів та вул. Успенсько-Троїцької, і приурочено до 350-річчя перемоги війська під проводом гетьмана України Івана Виговського у знаменитій Конотопській битві.
Собор був збудований у рамках реалізації проєкту створення Конотопського історико-культурного комплексу Північно-Східним Будівельним Альянсом. Величезний внесок у будівництво собору надала українська діаспора різних країн, кошти виділяв «Центр гуманітарної допомоги Церкви святого Андрія» при фінансовій підтримці української діаспори штату Іллінойс (США)), та мецената Євгена Сура, родом з Конотопа, співвласник групи «Міст», найбільшої будівельної фірми яка зводить мости і тунелі, беручи участь у найбільших державних будівництвах.
Ініціатором і замовником будівництва був прихід Різдва Пресвятої Богородиці Української православної церкви Київського патріархату.
Відкриття собору Різдва Пресвятої Богородиці було урочисто проведено 11 липня 2009 року. На церемонії відкриття були присутні колишній президент Віктор Ющенко і Святійший Патріарх Філарет. Також відкриття приурочене до святкування 350-річчя битви під Конотопом.
25 вересня 2011 року собор був освячений Святішим Патріархом Київський і всієї Руси-України Філаретом.

Біля собору встановлено пам'ятний знак на честь захисників міста під час облоги Конотопу 1659 року, на якому є напис: 
|  | Цей пам'ятний знак установлено на честь перемоги козацького війська спільно з представниками військ країн сучасної Східної Європи над Московською окупаційною армією у Конотопській битві влітку 1659 р. |